# UFC 48
UFC 48: Payback è stato un evento di arti marziali miste tenuto dalla Ultimate Fighting Championship il 19 giugno 2004 al Mandalay Bay Events Center di Las Vegas, Stati Uniti.

## Retroscena
Georges St-Pierre avrebbe dovuto affrontare Jason Miller, ma quest'ultimo diede forfait per problemi legali e venne sostituito con Jay Hieron.
Frank Mir vinse il titolo dei pesi massimi sottomettendo Tim Sylvia con un armbar: Sylvia non effettuò il tap out ma fu il giudice di gara a riprendere la decisione di arrestare l'incontro quando si accorse che Mir aveva fratturato il braccio del rivale.

## Risultati

### Card preliminare
- Incontro categoria Pesi Welter:  Georges St-Pierre contro  Jay Hieron

St-Pierre sconfisse Hieron per KO Tecnico (pugni) a 1:42 del primo round.
- Incontro categoria Pesi Medi:  Trevor Prangley contro  Curtis Stout

Prangley sconfisse Stout per sottomissione (neck crank) a 1:05 del secondo round.
- Incontro categoria Pesi Leggeri:  Matt Serra contro  Ivan Menjivar

Serra sconfisse Menjivar per decisione unanime (30–27, 30–27, 30–27).

### Card principale
- Incontro categoria Pesi Medi:  Evan Tanner contro  Phil Baroni

Tanner sconfisse Baroni per decisione unanime (30–27, 30–27, 29–28).
- Incontro categoria Pesi Welter:  Matt Hughes contro  Renato Verissimo

Hughes sconfisse Verissimo per decisione unanime (29–28, 30–27, 30–27).
- Incontro per il titolo dei Pesi Massimi:  Frank Mir contro  Tim Sylvia

Mir sconfisse Sylvia per sottomissione (armbar) a 0:50 del primo round e divenne il nuovo campione dei pesi massimi.
- Incontro categoria Pesi Welter:  Frank Trigg contro  Dennis Hallman

Trigg sconfisse Hallman per KO Tecnico (pugni) a 4:13 del primo round.
- Incontro categoria Pesi Massimi:  Ken Shamrock contro  Kimo Leopoldo

Shamrock sconfisse Leopoldo per KO Tecnico (ginocchiate) a 1:23 del primo round.